# Marcelo Fronckowiak
Pour les articles homonymes, voir Fronckowiak.
Marcelo Ricardo Fronckowiak, né le 14 mars 1968 à Porto Alegre (Brésil), est un volleyeur Brésilien reconverti entraîneur de volley-ball depuis 1998.

## Biographie
Il est né au Brésil d'une mère d'origine italienne par laquelle il possède un passeport italien.
Il porte un nom à consonnance polonaise car son arrière-grand-père paternel a immigré de Pologne au Brésil en 1884.

## Carrière

### En tant que joueur
Sa carrière de joueur démarre en 1982 à l'UCS Sogipa (Porto Alegre), puis se poursuit en 1986 à l'Associação Atlética Frangosul (Montenegro). Après un passage rapide en 1991-1992 au CA Pirelli (Santo André), il signe en 1993 avec Frangosul/Ginástica (Novo Hamburgo), club dans lequel il séjourne pendant trois saisons. Il remporte en 1995 son premier titre de champion du Brésil. En 1996, il rejoint finalement Canoas SC (Canoas) jusqu'en 1999 où il remporte le championnat du Brésil en 1998 et 1999.

### En tant qu'entraîneur de club
Il commence sa carrière d'entraîneur à 34 ans avec Ulbra Canoas. Il décroche le titre de champion du Brésil dès sa première saison, devenant le plus jeune entraîneur à remporter ce titreet premier en tant que joueur et entraîneur.
De 2004 à 2009, il entraîne Tourcoing LM. A défaut de décrocher un titre, il atteindra trois finales de Coupe de France (2005, 2007 et 2009), une finale de championnat de France (2009) et une 3e place en coupe CEV (2005).
Sa carrière d'entraîneur se poursuit au Brésil, en Russie, en Italie et en Pologne, avant de revenir en 2021 au Tours Volley-Ball. Pour sa première saison, son équipe termine finalistes de 3 compétitions (Championnat de France, Coupe de France et Coupe d'Europe CEV).
Lors de sa saison 2022-2023 avec le Tours Volley-Ball, il remporte le doublé Coupe-Championnat.

### En tant qu'entraîneur adjoint d'équipe nationale
Marcelo Fronckowiak a été, entre 2017 et 2019, l'adjoint de Renan dal Zotto pour l'équipe nationale du Brésil.
En 2019, il dirige l'équipe du Brésil aux Jeux Panaméricains, organisés à Lima. Cette équipe est une équipe alternative car l'équipe du brésil est engagé également au tournoi pré-olympique avec Renan dal Zotto. Dans ces jeux, le Brésil termine à la 3e place.
Lors de l'été 2021, il seconde Mark Lebedew, sélectionneur de la Slovénie, pour participer aux étapes au Brésil et aux Philippines de la Ligue des Nations. La Slovénie s'incline contre les Etats-Unis (0-3) et le Brésil (3-1), puis remporte 2 matchs contre l'Australie (3-0) et la Chine (3-1). La Slovénie termine à la quatrième avec le Brésil de la poule 1 (composée de 8 équipes).

## Palmarès[10]

### En tant que joueur
- Championnat du Brésil :
  -  1995 (Frangosul), 1998 et 1999 (Canoas SC).

### En tant qu'entraîneur de club
- 2002 avec Canoas SC :
  -  Coupe Bento Gonçalves,
  - Champion régional,
  - Champion du Grand Prix national,
  - 3e place de la Super Copa Nacional,
  -  Championnat du Brésil,
  - Élu meilleur entraîneur de la Super Liga 2002/2003.
- 2003 avec Canoas SC :
  - Vainqueur de la Coupe Bento Gonçalves,
  -  Paulista Championship,
  - Champion régional (gaucho),
  - Vice-champion du Grand Prix national,
  - Vice-champion de la Super Copa Nacional,
  - Vice-champion du tournoi des Flandres d’Anvers / Belgique,
  - Vice-champion de la Super Liga après avoir terminé la 1re phase en tête.

- 2004 avec Tourcoing LM : 
  - Première place (avec Tours) en saison régulière Championnat de France Ligue A,
  -  Coupe de France,
  - Demi-Finaliste du Championnat de France Ligue A,
  - 3e place de la Coupe de la CEV,
  - Qualification européenne.
- 2005 avec Tourcoing LM : 
  - Demi-finaliste du Championnat de France Ligue A,,
  - 1/4 de finale de la Coupe de la CEV,
  - Qualification européenne.
- 2006 avec Tourcoing LM : 
  - 1/8 de finale de la Coupe de la CEV,
  -  Coupe de France.
- 2007 avec Tourcoing LM : 
  - 2e place (avec Paris) en saison régulière Championnat de France Ligue A,
  - Demi-finaliste du Championnat de France Ligue A,
  - Qualification européenne.

- 2009 avec Tourcoing LM : 
  -  Coupe de France,
  -  Championnat de France Ligue A.
- 2010 avec Minas TC:
  -  Mineiro Championship
- 2011 avec Minas TC: 
  -  Mineiro Championship
- 2012 avec Minas TC: 
  -  Mineiro Championship
  -  Brazilian Superliga
- 2013 avec RJ Vôlei: 
  -  Carioca Championship
  -  South American Club Championship
- 2014 avec RJ Vôlei: 
  -  Carioca Championship

- 2016 avec Vôlei Canoas : 
  -  Campeonato Gaucho
- 2017 avec Vôlei Canoas :
  -  Campeonato Gaucho

- 2022 avec le Tours VB: 
  -  Coupe de la CEV,
  -  Championnat de France Ligue A,
  -  Coupe de France.
- 2023 avec le Tours VB:
  -  Championnat de France Ligue A,
  -  Coupe de France.

### En tant qu'entraîneur adjoint de l'équipe nationale masculine du Brésil
- 2017 : 
  -  Ligue mondiale,
  -  Championnat d'Amérique du Sud,
  -  Grand Champions Cup.
- 2018 :
  -  Championnat du monde,
  -  Coupe panaméricaine
  -  Worl Military Championship
- 2019 :
  -  Coupe du monde
  -  Championnat d'Amérique du Sud
  -  Jeux panaméricains
  -  Hubert Wagner Memorial